# The Shooting of Dan McGrew
The Shooting of Dan McGrew is een Amerikaanse speelfilm uit 1924, geregisseerd door Clarence G. Badger. De film is gebaseerd op het gedicht The Shooting of Dan McGrew (1907) van Robert W. Service. Een van de acteurs was Barbara La Marr. Thans wordt de film als verloren beschouwd. 

## Rolverdeling
| Acteur           | Personage       |
| ---------------- | --------------- |
| Barbara La Marr  | The lady known  |
| Lew Cody         | Dan McGrew      |
| Mae Busch        | Flo Dupont      |
| Percy Marmont    | Jim             |
| Max Asher        | Max             |
| Fred Warren      | The Ragtime Kid |
| George Siegmann  | Jake Hubbel     |
| Nelson McDowell  | zeekapitein     |
| Philippe De Lacy | Jim             |